# 감시 자본주의
감시 자본주의(監視 資本主義, 영어: surveillance capitalism)는 이윤 창출의 핵심 목적을 가진 개인 데이터의 상품화를 중심으로 한 경제 시스템이다. 쇼샤나 주보프(Shoshana Zuboff)가 설명한 것처럼 보안 감시 자본주의의 개념은 구글의 구글 애즈가 이끄는 광고 회사들이 보다 정확하게 소비자들을 겨냥하기 위해 개인 데이터를 사용할 가능성을 보임으로써 생겨났다. 산업 자본주의가 파괴적인 결과를 초래하며 자연을 이용하고 통제한 반면, 감시 자본주의는 전체주의 질서를 발전의 종점으로서 인간의 본성을 이용하고 통제한다.
증가된 데이터 수집은 자기최적화(quantified self), 사회적 최적화(예: 스마트 시티), 최적화된 서비스(다양한 웹 애플리케이션 포함)와 같은 개인과 사회에 다양한 이점을 제공할 수 있다. 그러나 자본주의의 핵심 영리 동기의 맥락에서 데이터를 수집하고 처리하는 것은 인간의 자유, 자율 및 복지에 위험을 초래할 수 있다. 자본주의는 데이터 수집과 데이터 처리에 개방적인 사회 생활의 비중을 확대하는 데 초점을 맞추고 있다. 이는 취약성과 사회의 통제뿐 아니라 사생활에도 중요한 영향을 미칠 수 있다.
자본주의의 경제적 압박은 온라인상의 연결과 감시를 강화시키고 있으며 기업 행위자들에 의해 사회 생활의 공간이 포화상태에 이르며 이윤 창출 및 행동 규제에 초점을 맞추고 있다. 따라서, 표적 광고의 가능성이 알려진 후 개인 데이터 포인트의 가치가 증가하였다. 결과적으로, 증가하는 데이터 가격은 개인 데이터 포인트의 구매에 대한 접근성이 사회에서 가장 부유한 사람들에게 제한되어 있다.

### 배경
Shoshana Zuboff는 다음과 같이 말한다. "대규모 데이터 세트를 분석하는 것은 사람과 시스템의 향후 패턴에 대한 가능성을 발견함으로써 불확실성을 줄이기 위한 방법으로 시작되었습니다." 2014년 Vincent Mosco는 고객과 광고주 구독자에 대한 정보 마케팅을 보안 감시 자본주의라고 지칭하고 보안 감시 상태를 함께 기록했다. Christian Fuchs는 보안 감시 국가가 보안 감시 자본주의와 융합한다는 사실을 발견했다. 마찬가지로, Zuboff는 이 문제가 매우 눈에 보이지 않는 국가 보안 기구와의 협력 방식으로 인해 더욱 복잡해졌다고 알려준다. 트레버 숄츠에 따르면, 기업들은 이런 유형의 자본주의의 정보 제공자로 사람들을 모집한다. Zuboff는 산업자본주의의 대량생산을 감시자본주의와 대조하며, 전자는 소비자와 피고용인이었던 인구와 상호의존적이며, 후자는 소비자도 피고용자도 아니며 절차도 대체로 모르는 종속인구를 착취한다. 그들의 연구는 자본가의 대규모 데이터 세트 분석 추가가 초기 목적에 예상치 못한 변화를 가져왔음을 입증하고 있다. 보안 감시는 정보 경제에서 전력 구조를 변화시켜 잠재적으로 국가 및 보안 감시 자본주의 논리를 채택한 대기업으로 힘의 균형을 더 이동시켜 왔다.
Zuboff는 보안 감시 자본주의가 민간 기업의 기존 제도 영역을 넘어서며 보안 자산 및 자본뿐만 아니라 의미 있는 동의 메커니즘 없이 권리와 운영을 축적하고 있다고 지적한다. 다시 말해, 대규모 데이터 세트를 분석하는 작업은 정부 기관뿐만 아니라 기업에서도 어느 시점에 이루어졌다. 그녀는 주보프의 연구에서 구글과 페이스북의 두 회사가 보안 감시 자본주의를 발명하여 "새로운 축적 논리"로 전환했다고 주장한다."이 돌연변이는 두 회사 모두 수익 창출의 핵심 목적으로 사용자에 대한 매우 많은 데이터 포인트를 수집하게 되었다. 이러한 데이터 포인트를 외부 사용자(특히 광고주)에게 판매함으로써 경제 메커니즘이 되었다. 대규모 데이터 세트의 분석과 이러한 데이터 세트를 시장 메커니즘으로 사용하여 보안 감시 자본주의의 개념을 형성했다. 감시 자본주의는 신자유주의의 계승자로 발표되었다.
스노든을 만든 올리버 스톤은 위치 기반 게임 '포켓몬 고'를 "감시 자본주의의 출현과 입증의 가장 최근의 신호"라고 지적했다. 스톤은 유저들의 위치가 게임 목적뿐만 아니라 플레이어에 대한 더 많은 정보를 얻는 데 사용됐다는 이유로 이 게임을 비판했다. 사용자의 위치를 추적함으로써 이 게임은 사용자의 이름과 위치 외에도 훨씬 더 많은 정보를 수집했다. "이 게임은 USB 스토리지의 컨텐츠, 계정, 사진, 네트워크 연결 및 전화 활동에 액세스할 수 있으며 대기 모드일 때 전화기를 활성화할 수도 있다. 구글과 같은 기업들이 이 데이터를 분석하고 상품화하여 표적 광고의 효과를 높일 수 있다.
감시 자본주의의 또 다른 측면은 그것이 정치 캠페인에 끼친 영향과 관련이 있다. 데이터 마이너에 의해 검색된 개인 데이터를 통해 다양한 기업(가장 악명 높은 Cambridge Analytica)은 이전의 Surveillance Capitalist 운영의 상업적 목적보다 한 단계 높은 정치적 광고 대상을 개선할 수 있다. 이러한 방식으로 정당들은 훨씬 더 잘 겨냥된 정치 광고를 만들어 유권자들에게 미치는 영향을 극대화할 수 있을 것이다. 그러나, 닥터로우는 이러한 데이터 세트를 남용하는 것이 "전체주의로 우리를 이끌 것"이라고 쓰고 있다."이는 기업 정치와 유사할 수 있으며, Turow는 "기업 권력의 중심은 디지털 시대의 바로 핵심에 있는 직접적인 현실이다."

### 이론

#### 쇼샤나 주보프
주보프의 이론에서 감시 자본주의는 새로운 시장 형태이자 자본가 축적에 대한 구체적인 논리이다. 2014년 그녀의 에세이 A 디지털 선언: Surveillance Capitalism이라는 빅데이터를 "현실"의 상품화와 빅데이터가 분석 및 판매를 위한 행동 데이터로의 전환을 바탕으로 한 "과도하게 내재되고 추출된 정보 자본주의의 변종"이라고 평가했다.호주 Edith Cowan University의 Donell Holloway는 "보안 감시 자본주의는 판매용 상품이 개인 데이터이며 이 데이터의 캡처 및 생산은 인터넷 대량 보안 감시에 의존하는 시장 주도적 프로세스를 의미한다."
이후 2015년 기사에서 Zuboff는 자본주의의 돌연변이에 따른 사회적 영향을 분석했다. 그녀는 보안 자산, 보안 감시 자본 및 보안 감시 자본주의를 차별화하고 "빅 오더(Big Other)"라고 부르는 세계적인 컴퓨터 중재 아키텍처에 의존했다. 빅 오더는 추출, 상품화 및 제어의 숨겨진 메커니즘을 구성하는 분산되고 대부분 반박할 여지가 없는 새로운 권력 표현이다. 자유, 민주주의, 사생활과 같은 가치들을 채점한다.Donell Holloway (2019)에 따르면, "현재 가장 큰 "빅 오더" 배우들은 Google, Amazon, Facebook, Apple이다...이들은 서로 비교할 수 없을 정도로 많은 우리의 행동에 대한 데이터를 수집하고 제어하며, 이를 제품 및 서비스로 변환한다.
Shoshana Zuboff는 보안 감시 자본주의가 구글에서 개척되었고 나중에 Facebook에서도 한 세기 전에 Ford와 General Motors에서 개척되었으며 지금은 정보 자본주의의 지배적인 형태가 되었다고 믿고 있다.
Zuboff는 2016년에 발행된 옥스포드 대학교 강연에서 새로운 "행동적 미래 시장"에서 판매될 "예측 제품"의 제조를 비롯한 보안 감시 자본주의의 메커니즘과 관행을 확인했다. 그는 감시에 의한 처분이라는 개념을 소개하면서 감시에 의한 권리에 집중되는 것이기 때문에 자결의 심리적, 정치적 기반에 도전한다고 주장했다. 이것은 "위로부터의 쿠데타"로 묘사된다.
2019년 3월 하버드 가제트와의 인터뷰에서 주보프는 이 문제에 대한 그녀의 우려가 2007년부터 시작되었다고 말했다. Zuboff는 '감시 자본주의'를 "행동 데이터로 변환하기 위한 무료 원자재로서 개인의 인간 경험을 일방적으로 주장하는 것"이라고 정의한다. 그런 다음 이러한 데이터를 계산하여 예측 제품으로 패키징하고 행동적 미래 시장, 즉 현재와 조만간 우리가 무엇을 할지 알고자 하는 상업적인 고객으로 판매한다." 그녀는 이어 초기 문제의 일부는 "우리는 권한 강화, 지식의 민주화와 실질적인 문제에 대한 도움을 기대하며 서둘러 인터넷에 접속했지만 감시 자본주의는 저항하기에는 너무 수익성이 좋았다"고 말했다."

##### 주요 기능
Shoshana Zuboff의 책 "The Age of Surveillance Capitalism은 2019년 1월 15일에 출판되었다. 이는 보안 감시 자본주의의 전례 없는 힘과 강력한 기업들이 우리의 행동을 예측하고 통제하기 위한 탐색력을 자세히 살펴본 것이다. Zuboff는 보안 감시 자본주의의 논리에서 4가지 주요 특징을 확인하며, 구글의 수석 경제학자 Hal Varian이 확인한 4가지 주요 특징을 분명히 따른다.
1. 점점 더 많은 데이터 추출 및 분석을 향한 드라이브.
2. 컴퓨터 모니터링 및 자동화를 사용하는 새로운 계약 양식 개발
3. 디지털 플랫폼 사용자에게 제공되는 서비스를 개인화하고 맞춤화하려는 욕구
4. 사용자와 소비자에 대한 지속적인 실험을 수행하기 위한 기술 인프라 사용.

##### 분석
Zuboff는 보안 감시 자본가들로부터 프라이버시를 요구하거나 인터넷 상업 감시 중단을 위한 로비를 Henry Ford에게 각 모델 T를 수작업으로 만들도록 요청하는 것과 비교하며 이러한 요구는 기업의 생존의 기본 메커니즘을 위반하는 실존적 위협이라고 말한다.
주보프는 무지와 학습된 무력감, 부주의, 불편함, 습관화, 표류 등으로 인해 자기결정 원칙이 상실될 수 있다며 20세기 전체주의 악몽이나 도금시대 자본주의의 독점적 포식을 언급하며 새로운 도전을 충족하기에 충분하지 않거나 심지어 적절하지 않은 초기 위협에 맞서기 위해 개발된 대응책과 함께 과거 재앙에서 파생된 정신적 모델, 어휘, 도구에 의존하는 경향이 있다고 말한다.
그녀는 또한 "우리가 정보의 주인이 될 것인가, 아니면 정보의 노예가 될 것인가?"라는 질문을 던지며 "디지털 미래가 우리의 집이 되려면, 그렇게 해야 한다."
주보프는 책에서 산업자본주의와 감시자본주의의 차이에 대해 논한다. Zuboff는 산업 자본주의가 자연을 이용하고 감시 자본주의는 인간의 본성을 이용한다고 쓰고 있다.

#### 존 벨라미 포스터와 로버트 W. 맥체스니
"감시 자본주의"라는 용어는 정치 경제학자 존 벨라미 포스터와 로버트 W. 맥체스니도 사용해 왔지만 뜻은 달랐다. 2014년 월간 리뷰에 기고한 기사에서, 그들은 금융화의 "충족할 수 없는 필요성"의 발현을 설명하기 위해 이것을 적용한다. 그들은 이것을 군 공단과 광고 산업에서 진화 한 1980년대에 군대에서 발전한 산업과 정부에 의해 미국에서 소개된 "GDP 대비 금융 자산에 대한 장기적인 성장 투기"라고 설명한다.

### 반응
많은 단체들이 새로운 감시 자본주의에서 언론의 자유와 프라이버시 권리를 위해 노력해왔고 다양한 국가 정부들이 프라이버시 법을 제정했다. 2018년 초 발생한 Facebook-Cambridge Analytica 데이터 스캔들 이후 보안 감시 자본주의의 위험에 대한 정부의 관심이 노출되었다. 대량 감시의 오용에 대응하여 복수의 주(州)가 예방 조치를 취했다. 예를 들어, 유럽연합은 이러한 사건에 반응하고 빅데이터 오용에 대한 규칙과 규정을 제한했다. 보안 감시 자본주의는 일반 데이터 보호 규정으로 알려진 이러한 규칙에서 훨씬 더 어려워졌다. 그러나 많은 국가에서 대량 감시의 오용에 대한 예방 조치를 이행하는 것은 시스템의 구조적 변경이 필요하기 때문에 어렵다.
2014년 Strelka Institute에서 열린 Bruce Sterling의 강연 "사물인터넷의 서사시적 투쟁"에서는 소비자 제품이 사람들의 일상을 추적하는 보안 감시 물체가 될 수 있는 방법에 대해 설명했다. Sterling은 이 연설에서 보안 감시 자본주의에 도움이 되는 사물 인터넷 기반 보안 시스템을 개발하는 다국적 기업 간의 동맹을 강조했다.
2015년 Tega Brain과 Surya Mattu의 풍자 예술 작품 Unitle Bits는 Fitbits가 수집한 피트니스 데이터를 뒤집을 것을 장려한다. 그들은 예를 들어 장치를 메트로놈이나 자전거 바퀴에 부착하여 데이터셋을 위조하는 방법을 제안했다. Brain은 Sam Lavigne과 함께 온라인과 오프라인에서 모니터링되는 사람들의 이야기를 수집하는 New Organes라는 프로젝트를 만들었다.
2019년 다큐멘터리 영화 '그레이트 핵'은 케임브리지 Analytica라는 회사가 2016년 미국 대선을 조작하기 위해 페이스북을 이용했다는 이야기를 담고 있다. 블랙박스 알고리즘에 의해 주문된 사용자 및 뉴스 피드에 대한 광범위한 프로파일링이 문제의 주요 원인으로 제시되었으며, 이는 Zuboff의 책에도 언급되어 있다.
또한 2020년에 COVID 대유행은 특히 글로벌 남부에서 전자 및 생체 접촉 추적을 통해 감시 자본주의의 새로운 길을 제시했다. 질병관리본부(CDC)는 디지털 접촉 추적 프로세스 및 모바일 애플리케이션에 대한 지침을 개발했다. 애플과 구글은 개인 개발자들, 공중 보건 부서 및 커뮤니티와 지역에서 COVID-19의 확산과 존재를 추적하기 위한 앱과 프로세스를 만들기 위해 그들의 기술을 사용하는 다른 사람들을 위한 지침을 제공하기 위해 개인 정보 보호 연락처 추적을 개발하기 위해 제휴했다.